# 古頭帕海膽
古頭帕海膽（學名：Archaeocidaris），又名原始海膽，是一屬已滅絕的海膽，其化石主要分布在非洲、歐洲及北美。牠們成對的步帶柱是窄小的，而寬大的間步帶是由四個骨板柱組成，每個骨板柱中間有一單獨的刺瘤。狹長的骨針與每個巨大的棘刺相連接。短小的棘刺在大部分的體殼上形成一氈狀覆蓋物，齒和顎位於下方，但沒有連接在一起。古頭帕海膽可能是一種雜食性動物，生活在開闊的海床上，以其長棘刺做為防衛。

## 外部連結
- Archaeocidaris （页面存档备份，存于） in the Paleobiology Database